# Magyar Klasszikusok (Magyar Népművelők Társasága)
A Magyar Klasszikusok egy két világháború között megjelent magyar szépirodalmi könyvsorozat volt, amely a Magyar Népművelők Társasága gondozásban többek közt a következő szerzők műveit tartalmazta:
- Berzsenyi Dániel
- Kölcsey Ferenc
- Petőfi Sándor
- Kisfaludy Sándor
- Csiky Gergely
- Kemény Zsigmond
- Mikes Kelemen
- Fáy András
- Kazinczy Ferenc
- Eötvös József
- Pázmány Péter
- Reviczky Gyula
- Csokonai Vitéz